# Klaus Gallo
Klaus Gallo (Buenos Aires, 1961) es un doctor en Historia Moderna e historiador argentino. Estudió en la Universidad de Oxford, donde fue miembro del St. Antony's College. En 1989 obtuvo la beca Norman - Hargreaves del Wofson College, y en 1993 se doctoró en Historia Moderna.

## Obras
Sus artículos y colaboraciones se han publicado en revistas como Todo es Historia (Argentina) y Journal of Latin American Studies.
- Klaus Gallo (2004). Las Invasiones Inglesas. Eudeba. ISBN 950-23-1317-8
  - Citado en:
    - Elissalde, Roberto (2006) Historias ignoradas de las invasiones inglesas. Aguilar. ISBN 987-04-0516-9
    - Nueva Militaria Argentina.Episodios Militares de Nuestra Historia.
      - Volumen 1. 1801 Reconquista de Buenos Aires(2006). ISBN 987-226994-0-8
      - Volumen 2. 1807 Defensa de Buenos Aires(2006). ISBN 987-226994-1-8

- Klaus Gallo (1994). De la Invasión al Reconocimiento - Gran Bretaña y el Río de La Plata - 1806 - 1826. AZ Editora. ISBN 950-534-297-7
  - "Great Britain and Argentina. From invasion to Recognition 1806-1826" (2001)
- Klaus Gallo, Nancy Calvo y Roberto Di Stefano (2002). Los curas de la Revolución.

## Docencia
- En 1986 fue profesor de historia en la Universidad de Belgrano.
- Desde 1995 es profesor de Historia de Europa Moderna, investigador a tiempo completo y director del Departamento de Historia en la Universidad Torcuato Di Tella.

- Datos: Q5960140